# 弗亞佐瓦 (利維夫州)
50°6′24″N 24°0′18″E / 50.10667°N 24.00500°E
弗亞佐瓦（羅馬化：Viazova）是烏克蘭西部的村莊，隸屬利維夫州的利維夫區。該村始建於1646年，面積2.94平方公里，2001年人口688，人口密度每平方公里234.01人。